# Dominic McLaughlin
Dominic McLaughlin é um ator escocês. Em maio de 2025, ele foi confirmado para interpretar Harry Potter na próxima série de televisão da HBO de mesmo nome.

## Biografia
Dominic McLaughlin iniciou sua formação artística na Performance Academy Scotland em 2020. Sua estreia profissional ocorreu no teatro, com uma participação na montagem de Macbeth, realizada no Royal Highland Centre, em Edimburgo, ao lado de renomados atores como Indira Varma e Ralph Fiennes.
Em 2025, McLaughlin foi escolhido para o papel de Harry Potter na série de televisão da HBO, que promete adaptar fielmente os sete livros da saga. O processo de seleção foi altamente competitivo, com mais de 30.000 candidatos, e McLaughlin foi selecionado para dar vida ao personagem, estrelando ao lado de Arabella Stanton, que interpretará Hermione Granger, e Alastair Stout, que viverá Ron Weasley. A série promete seguir a história dos livros de J.K. Rowling, com cada temporada dedicada a um livro da saga.
Além de seu papel em Harry Potter, McLaughlin também participou de outros projetos, incluindo o filme Grow, que está previsto para estrear em 2025, e a série Gifted, da BBC.

## Filmografia
| † | Indica obras que ainda não foram lançadas |

### Filmes
| Ano  | Qualificação | Personagem | Ref.  |
| ---- | ------------ | ---------- | ----- |
| 2025 | Grow †       | ASA        | [ 6 ] |

### Televisão
| Ano  | Título         | Personagem   | Notas        | Ref.  |
| ---- | -------------- | ------------ | ------------ | ----- |
| 2025 | Gifted †       | ASA          |              | [ 5 ] |
| ASA  | Harry Potter † | Harry Potter | Protagonista | [ 7 ] |